# List apostolski z okazji pięćdziesiątej rocznicy wybuchu II wojny światowej
List apostolski z okazji pięćdziesiątej rocznicy wybuchu II wojny światowej − dokument papieski w formie listu apostolskiego, z którym papież Jan Paweł II zwrócił się do biskupów, kapłanów, rodzin zakonnych, rządzących i wszystkich ludzi dobrej woli 27 sierpnia 1989.
List składa się z trzynastu krótkich rozdziałów, którym autor nadał tytuły:
1. Godzina ciemności
2. Pamiętać
3. Działania Stolicy Świętej
4. Człowiek pogardzany
5. Prześladowanie Żydów
6. Doświadczenia Kościoła katolickiego
7. Totalitaryzm a religia
8. Uznanie praw narodów
9. Rozbrojenia
10. Wychowanie młodzieży
11. Moralność życia publicznego
12. Apel do Europy
13. Apel do katolików